# Tersilochus caudatus
Tersilochus caudatus är en stekelart som först beskrevs av Holmgren 1860.  Tersilochus caudatus ingår i släktet Tersilochus och familjen brokparasitsteklar. Arten är reproducerande i Sverige. Inga underarter finns listade i Catalogue of Life.